# Resolutie 1149 Veiligheidsraad Verenigde Naties
Resolutie 1149 van de Veiligheidsraad van de Verenigde Naties, een resolutie over Angola, werd unaniem door de VN-Veiligheidsraad aangenomen op 27 januari 1998, en verlengde de MONUA-waarnemingsmissie met drie maanden.

## Achtergrond
Nadat Angola in 1975 onafhankelijk was geworden van Portugal keerden de verschillende onafhankelijkheidsbewegingen zich tegen elkaar om de macht. Onder meer Zuid-Afrika en Cuba bemoeiden zich in de burgeroorlog, tot ze zich in 1988 terugtrokken. De VN-missie UNAVEM I zag toe op het vertrek van de Cubanen. Een staakt-het-vuren volgde in 1990, en hiervoor werd de UNAVEM II-missie gestuurd. In 1991 werden akkoorden gesloten om democratische verkiezingen te houden die eveneens door UNAVEM II zouden worden waargenomen.

## Inhoud

### Waarnemingen
Angola en UNITA waren een tijdsschema overeengekomen voor de uitvoering van de overblijvende taken van het Lusaka-Protocol. De MONUA-waarnemingsmissie speelde een belangrijke rol in dit cruciale stadium in het vredesproces.

### Handelingen
Het mandaat van MONUA werd verlengd tot 30 april. Secretaris-generaal Kofi Annan werd tegen 13 maart om een rapport gevraagd over de uitvoering van het tijdsschema, een mogelijke herschikking van MONUA en aanbevelingen over
een VN-aanwezigheid na 30 april.
De Angolese rechtsstaat moest versterkt worden en het land moest zorgen voor een veilige omgeving voor de VN en hulporganisaties. Ook werd herhaald dat een vergadering tussen de president van Angola en de leider van UNITA de vrede ten goede zou komen.

## Verwante resoluties
- Resolutie 1130 Veiligheidsraad Verenigde Naties (1997)
- Resolutie 1135 Veiligheidsraad Verenigde Naties (1997)
- Resolutie 1157 Veiligheidsraad Verenigde Naties
- Resolutie 1164 Veiligheidsraad Verenigde Naties

Lijst ·  1147 ·  1148 ·  1149 ·  1150 ·  1151 ·  1152 ·  1153 ·  1154 ·  1155 ·  1156 ·  1157 ·  1158 ·  1159 ·  1160 ·  1161 ·  1162 ·  1163 ·  1164 ·  1165 ·  1166 ·  1167 ·  1168 ·  1169 ·  1170 ·  1171 ·  1172 ·  1173 ·  1174 ·  1175 ·  1176 ·  1177 ·  1178 ·  1179 ·  1180 ·  1181 ·  1182 ·  1183 ·  1184 ·  1185 ·  1186 ·  1187 ·  1188 ·  1189 ·  1190 ·  1191 ·  1192 ·  1193 ·  1194 ·  1195 ·  1196 ·  1197 ·  1198 ·  1199 ·  1200 ·  1201 ·  1202 ·  1203 ·  1204 ·  1205 ·  1206 ·  1207 ·  1208 ·  1209 ·  1210 ·  1211 ·  1212 ·  1213 ·  1214 ·  1215 ·  1216 ·  1217 ·  1218 ·  1219